# Батьків (Золочівський район)
Ба́тьків — село в Україні у Золочівському районі Львівської області. Орган колишнього місцевого самоврядування — Підкамінська селищна гром, якій підпорядковувались села Батьків, Звижень, Лукавець, Межигори. Населення становить 497 осіб.

## Розташування
Відстань до Бродів становить 40 км, що проходить автошляхом місцевого значення. Відстань до найближчої залізничної станції Броди становить 40 км.

## Населення
У 1880 році в селі мешкало 597 осіб та 18 осіб — на панському дворі.

## Історія
Перша згадка про село датується 1538 роком.
У 1552 році село перебувало у власності Лукаша Гурки та входило до Золочівського ключа.
15 червня 1934 року село передане до Бродського повіту зі Зборівського. У 1935 році в селі мешкало 744 особи.
За радянської влади в селі утворено колгосп імені Жовтневої революції, що спеціалізувався на рільництві. Відтоді в селі діє й початкова школа. Нині у Батьківській ЗОШ І ступеня навчається лише один учень, інших дітей батьки перевели до школи у сусіднє село Звижень. До 2 жовтня 2018 року у Батьків щодня приїжджала вчителька зі Звиженської школи, то нині ніхто не погоджується добиратись у це село заради одного учня. Попри це приміщення школи продовжують опалювати та прибирати. Для найменших батьківчан в селі діє дошкільний навчальний заклад.
Нині в селі діє також Народний дім (завідувач Биць Галина Миколаївна).
У рамках реалізації обласної програми «Спортивний майданчик», 27 квітня 2017 року в селі відбулося урочисте відкриття майданчика зі штучним покриттям.

### Закінчення війни та діяльність УПА (1944—1953)
27. 6. 1945 р в селі загинув Коцур Михайло, «Незламний», «Омелян».[джерело?]

## Пам'ятки
В Батькові є стара дерев'яна церква Апостола Євангеліста Іоана Богослова, збудована у 1793 році. Під час воєнних дій першої світової війни зазнала ушкоджень, відбудована зусиллями мешканців села у 1922 році. На північний захід від церкви розташована нова мурована дзвіниця з початку 1990-х років, з арками на три дзвони в другому ярусі Нині церква знаходиться в користуванні однойменної парафії ПЦУ. 7 жовтня 2018 року з архипастирською візитацією парафію відвідав Предстоятель УАПЦ Блаженнійший Макарій Митрополит Київський і всієї України. З нагоди 225-ї річниці будівництва храму Першоієрархом освячено новий Престіл та відслужено Божественну Літургію за участі запрошеного духовенства.
Поруч з православною церквою розташований мурований храм Різдва Святого Івана Хрестителя, освячення якого відбулося 8 липня 2012 року. Урочисте Богослужіння очолив єпископ Сокальсько-Жовківський УГКЦ Михайло (Колтун). Нині парохом є о. Тарас Турчинський.

## Відомі люди
Народилися
- Драп'ятий Євген Михайлович (нар. 25 травня 1960) — український політик, заступник Голови Федерації профспілок України (від 2012 року)[20], член наглядової ради Державного фонду сприяння молодіжному житловому будівництву.[21]
- Драп'ятий Богдан Євгенович (нар. 28 січня 1985) — український державний діяч, керівник секретаріату Комітету Верховної Ради України з питань законодавчого забезпечення правоохоронної діяльності (від 2017 року)[22].